# À l'heure des souvenirs
Pour plus de détails, voir Fiche technique et Distribution.
À l'heure des souvenirs (titre original : The Sense of an Ending) est un film dramatique britannique réalisé par Ritesh Batra, sorti en 2017.

## Synopsis
Vieil homme divorcé et retraité, Tony Webster est hanté par son passé tumultueux, jalonné d'histoires d'amour chaotiques et d'amitiés brisées.

## Fiche technique
- Titre original : The Sense of an Ending
- Titre français et québécois : À l'heure des souvenirs
- Réalisation : Ritesh Batra
- Scénario : Nick Payne, d'après le roman Une fille, qui danse de Julian Barnes
- Photographie : Christopher Ross
- Montage : John F. Lyons
- Musique : Max Richter
- Production : David M. Thompson et Ed Rubin
- Distribution : CBS Films, Lionsgate et StudioCanal  France
- Pays d'origine : Royaume-Uni
- Langue originale : anglais
- Genre : Film dramatique
- Durée : 108 minutes
- Dates de sortie :
  -  États-Unis : 10 mars 2017
  -  France : 4 avril 2018
  -  Royaume-Uni : 14 avril 2017

## Distribution
- Jim Broadbent : Anthony 'Tony' Webster
  - Billy Howle : Anthony Webster jeune
- Charlotte Rampling : Veronica Ford
  - Freya Mavor : Veronica Ford jeune
- Joe Alwyn : Adrian Finn Sr.
  - Andrew Buckley : Adrian Finn Jr.
- Harriet Walter : Margaret, l'ex-femme d'Anthony
- Emily Mortimer : Sarah Ford, la mère de Veronica
- Michelle Dockery : Susie Webster, la fille d'Anthony
- Matthew Goode : Joe Hunt
- Edward Holcroft : Jack Ford, le frère de Veronica
- James Wilby : David Ford, le père de Veronica